# Gare de L’Isle-sur-le-Doubs
Gare de L'Isle-sur-le-Doubs vasútállomás Franciaországban, L'Isle-sur-le-Doubs településen.

## Vasútvonalak
Az állomást az alábbi vasútvonalak érintik:
- Dole–Belfort-vasútvonal

## Kapcsolódó állomások
A vasútállomáshoz az alábbi állomások vannak a legközelebb:
- Gare de Clerval
- Gare de Colombier-Fontaine